# Abietinaria inconstans
Abietinaria inconstans is een hydroïdpoliep uit de familie Sertulariidae. De poliep komt uit het geslacht Abietinaria. Abietinaria inconstans werd in 1877 voor het eerst wetenschappelijk beschreven door Clark. 